# تپه ذوالفقار ۱
تپه ذوالفقار ۱ در شهرستان زابل، بخش شیب‌آب، دهستان محمدآباد، ۱/۱ کیلومتری شرق روستای روستای ذوالفقاری واقع شده و این اثر در تاریخ ۲۷ اسفند ۱۳۸۶ با شمارهٔ ثبت ۲۲۶۶۵ به‌عنوان یکی از آثار ملی ایران به ثبت رسیده است.